# Krumovo (distrikt i Bulgarien, Plovdiv)
Krumovo (bulgariska: Крумово) är ett distrikt i Bulgarien.   Det ligger i kommunen obsjtina Rodopi och regionen Plovdiv, i den centrala delen av landet, 140 km sydost om huvudstaden Sofia.
Trakten runt Krumovo består till största delen av jordbruksmark. Runt Krumovo är det ganska glesbefolkat, med 50 invånare per kvadratkilometer.